# Yvan Martel
Pour les articles homonymes, voir Martel.
Yvan Martel (né le 5 janvier 1970) est un mathématicien français.

## Carrière
Martel est reçu à l'École polytechnique (promotion X1989) et est diplômé, en 1993, d'un DEA en analyse non-linéaire et numérique. En 1996, il est diplômé d'un doctorat sous la direction de Thierry Cazenave à l'Université Paris VI, et en 2000 d'une habilitation à diriger des recherches à l'université de Cergy-Pontoise.
Son champ de recherches concerne les équations différentielles partielles issues de la physique mathématique. Ce faisant, il a beaucoup travaillé avec Frank Merle.
De 1997 à 2004, il est maître de conférences à l'université de Cergy-Pontoise, et détaché de 2002 à 2004 au Centre de mathématiques Laurent-Schwartz de l'École polytechnique. De 2004 à 2012, il est professeur à l'Université de Versailles-Saint-Quentin-en-Yvelines. Depuis 2012, il est professeur au Centre de mathématiques Laurent-Schwartz de l'École polytechnique.
Il a été directeur du laboratoire de mathématiques de Versailles de juin 2008 à janvier 2012, et directeur du Centre de mathématiques Laurent-Schwartz de novembre 2012 à janvier 2017.

## Prix et récompenses
En 2008, il est conférencier invité au Congrès européen de mathématiques à Amsterdam. En 2018, il est conférencier invité au Congrès international des mathématiciens à Rio de Janeiro. De 2008 à 2012, il a été membre junior de l'Institut universitaire de France.